# Citerep
Citerep is een bestuurslaag in het regentschap Serang van de provincie Banten, Indonesië. Citerep telt 5361 inwoners (volkstelling 2010).